# 資本の本源的蓄積
資本の本源的蓄積（しほんのほんげんてきちくせき、英 primitive accumulation of capital, 独 ursprüngliche Akkumulation des Kapitals）とは、封建社会が解体し、資本制社会が成立する過程における生産様式の変化のことを指す。資本の原始的蓄積などとも言う。

## 概要
資本制社会が成立するためには、商品経済が成立するための商品生産の存在が必要となる。そして、それが成立するためには
- 生産手段と労働力を購入して剰余価値を搾取する資本家の存在
- 労働力を売ることができるプロレタリアートの存在

が必要である。封建社会の解体により、両階級を創出することが可能となった。
典型例として、イギリスではヨーマンが囲い込みによって解体され、多数が土地という生産手段を失って賃労働者になり、資本主義的生産の基礎が築かれた。そしてこの過程は、産業革命によって完了した。
以下に、エンゲルスが、資本論第3版を刊行するにあたり、「あとがき」として与えた部分から、第24章いわゆる本源的蓄積から始まる第7篇に関する部分を引用しておく。
エンゲルス自身の記述自体が曖昧であるが、第7篇が草稿に止まっていた事実が記述されている。
第3版へ
果たせるかな、遺品のなかには、マルクスによってところどころ訂正され、またフランス語版への参照が指示されているドイツ語版が1冊あった。
また、利用すべき個所に彼が正確にしるしをつけたフランス語版も1冊あった。
これらの変更や追補は、わずかの例外を別とすれば、本書の最後の部分である「資本の蓄積過程」の篇に限られている。
これより前の諸篇はもっと根本的に手入れされていたのに、この篇では従来の本文は、他の諸篇に比べて、より多く最初の草稿に従っていた。
それゆえ、文体はより生き生きしており、よりまとまったものであったが、しかしまた、よりぞんざいであり、英語風の語法も混じっており、ところどころ不明瞭であった。
個々の重要な契機が暗示されているだけであったために、展開の道すじにはここかしこにとぎれがあった。
ロンドン、1883年11月7日、フリードリヒ・エンゲルス
日本共産党中央委員会附属社会科学研究所監修資本論翻訳委員会訳「資本論第1巻a」35頁
ヘーゲル研究者でありマルクス研究者でもあった見田石介は、その生涯の最後の纏まった論文「ヘーゲル論理学と『資本論』」において、マルクスが資本論第24章で扱った「いわゆる本源的蓄積」の方法論的意義を次のように述べた。
マルクスのこの問題の解決の仕方は、よく知られているように、本源的蓄積の過程、すなわちその出発点における一方的な前提を明らかにすることで、すなわち資本主義的生産過程の結果ではない将来の資本家としての貨幣所持者と賃労働者の存在を明らかにすることでなされる。見田石介「見田石介著作集第1巻」（大月書店、1976年10月12日、175頁）
第7篇資本の蓄積過程第24章いわゆる本源的蓄積につきマルクスは第4章貨幣の資本への転化第3節労働力の購買と販売において、それに関連する記述を行っているから、以下に紹介する。
したがって、貨幣を資本に転化させるためには、貨幣所有者は商品市場で自由な労働者を見いださなければならない。
ここで、自由な、と言うのは、自由な人格として自分の労働力を自分の商品として自由に処分するという意味で自由な、他面では、売るべき他の商品をもっておらず、自分の労働力の実現のため必要ないっさいの物から解き放されて自由であるという意味で自由な、この二重の意味でのそれである。
なぜ、この自由な労働者が流通部面で貨幣所有者に相対するのかという問題は、労働市場を商品市場の特殊な一部門として見いだす貨幣所有者には関心のないことである。そして、この問題はさしあたりはわれわれにとっても関心事ではない。貨幣所有者が実践的に事実にしがみつくのと同じように、われわれは理論的に事実にしがみつく。
とはいえ、一つのことは明らかである。自然は、一方の側に貨幣または商品の所有者を、他方の側に単なる自分の労働力の所有者を、生み出しはしない。この関係は自然史的関係ではないし、また、歴史上のあらゆる時代に共通な社会的関係でもない。それは明らかに、それ自身、先行の歴史的発展の結果であり、幾多の経済的変革の産物、すなわち社会的生産の全一連の古い諸構成体の没落の産物である。
日本共産党中央委員会附属社会科学研究所監修資本論翻訳委員会訳「資本論第一巻a」289頁
マルクスは資本論第24章いわゆる本源的蓄積第1節本源的蓄積の秘密を以下のような記述で開始している。
どのように貨幣が資本に転化され、資本によって剰余価値がつくられ、また剰余価値からより多くの資本がつくられるかは、すでに考察してきた。
他方、資本の蓄積は剰余価値を前提とし、剰余価値は資本主義的生産を前提とするが、しかし、資本主義的生産はまた商品生産者たちの手のなかに比較的大量の資本と労働力とが現存する〔蓄積されている─フランス語版〕ことを前提とする。
したがって、この全運動は循環論法式にどうどうめぐりをするように見えるのであり、このどうどうめぐりから抜け出るためには、資本主義的蓄積に先行する「本源的」蓄積（アダム・スミスの言う「″先行的蓄積″」）、すなわち資本主義的生産様式の結果ではなくその出発点である蓄積を、想定するよりほかはない。
日本共産党中央委員会附属社会科学研究所監修資本論翻訳委員会訳「資本論第一巻b」1216頁
原文は以下の通りである。
<741> Man hat gesehn, wie Geld in Kapital verwandelt, durch Kapital Mehrwert und aus Mehrwert mehr Kapital gemacht wird.
Indes setzt die Akkumulation des Kapitals den Mehrwert, der Mehrwert die kapitalistische Produktion, dieser aber das Vorhandensein größerer Massen von Kapital und Arbeitskraft in den Händen von Warenproduzenten voraus.
Diese ganze Bewegung scheint sich also in einem fehlerhaften Kreislauf herumzudrehn, aus dem wir nur hinauskommen, indem wir eine der kapitalistischen Akkumulation vorausgehende "ursprüngliche" Akkumulation ("previous accumulation" bei Adam Smith) unterstellen, eine Akkumulation, welche nicht das Resultat der kapitalistischen Produktionsweise ist, sondern ihr Ausgangspunkt.